# Gastão Cruz
Gastão Santana Franco da Cruz GOIH (Faro, 20 de julho de 1941 — Lisboa, 20 de março de 2022) foi um poeta, crítico literário, escritor, encenador e tradutor português.

## Biografia
Licenciou-se em Filologia Germânica pela Faculdade de Letras da Universidade de Lisboa. Foi professor do ensino secundário e leitor de Português no King's College, pertencente à Universidade de Londres.
Como poeta, o seu nome aparece inicialmente ligado à publicação coletiva Poesia 61 (que reuniu Gastão Cruz, Casimiro de Brito, Fiama Hasse Pais Brandão, Luiza Neto Jorge e Maria Teresa Horta), uma das principais contribuições para a renovação da linguagem poética portuguesa na década de 60. Como crítico literário, coordenou a revista Outubro e colaborou em vários jornais e revistas ao longo dos anos sessenta - Seara Nova, O Tempo e o Modo ou Os Cadernos do Meio-Dia (publicados sob a direção de Casimiro de Brito e António Ramos Rosa). Essa colaboração foi reunida em volume, com o título A Poesia Portuguesa Hoje (1973), livro que permanece hoje como uma referência para o estudo da poesia portuguesa da década de sessenta.
Ligado ao teatro, foi um dos fundadores do Grupo de Teatro Hoje (1976-1977), para o qual encenou peças de Crommelynck, Strindberg, Camus, Tchekov ou uma adaptação sua de Uma Abelha na Chuva (1977), de Carlos de Oliveira. Algumas delas foram, pela primeira vez, traduzidas para português pelo poeta. Foi igualmente um dos fundadores do Grupo de Teatro de Letras, em 1965.
O percurso literário de Gastão Cruz inclui a tradução de nomes como William Blake, Jean Cocteau, Jude Stéfan e Shakespeare. As Doze Canções de Blake que traduziu fazem, aliás, parte da sua bibliografia poética.
Morreu a 20 de março de 2022, no Hospital de Egas Moniz, em Lisboa, onde se encontrava internado.

## Reconhecimento e Prémios
A sua obra Rua de Portugal recebeu o Grande Prémio de Poesia CTT - Correios de Portugal, atribuído pela Associação Portuguesa de Escritores (APE), em 2002. Volta a ser premiado pela APE em 2019, com o Grande Prémio de Poesia Maria Amália Vaz de Carvalho, pela obra Existência.   Em 2009, A Moeda do Tempo mereceu o Prémio Correntes d'Escritas. 
A 8 de novembro de 2019, foi agraciado com o grau de Grande-Oficial da Ordem do Infante D. Henrique.

## Obras selecionadas
Entre as suas obras encontram-se: 

### Poesia
- A Morte Percutiva - em Poesia 61 (1961)
- Hematoma (1961)
- A Doença (1963)
- As Aves (1969)
- Teoria da Fala (1972)
- Campânula (1978)
- Órgão de Luzes (1990)
- As Leis do Caos (1990)
- Transe (1992)
- As Pedras Negras (1995)
- Poemas Reunidos (1999)
- Crateras (2000)
- Rua de Portugal (2002)
- Repercussão (2004)
- A Moeda do Tempo (2006)
- Escarpas (2010)
- Observação do Verão (2011)
- Fogo (2013)[9]
- Óxido (2015)[10]
- Existência (2017)[11]

### Ensaio
- A Poesia Portuguesa Hoje (1973; 1979 – 2ª ed., revista)

### Coletâneas
- Os Poemas (2009)

## Ligações Externas
- Arquivos RTP | Gastão Cruz e Casimito de Brito no programa Encontros (1975)

- Arquivos RTP | Gastão Cruz entrevistado no programa Entre Nós da Universidade Aberta (2003)
- Imprensa Nacional | A Voz dos Poetas II | Episódio 3 (2021)